# Pachnobia rybatchiensis
Pachnobia rybatchiensis är en fjärilsart som beskrevs av Kotzsch 1933. Pachnobia rybatchiensis ingår i släktet Pachnobia och familjen nattflyn. Inga underarter finns listade i Catalogue of Life.